# Distretto di Huayrapata
Il distretto di Huayrapata è uno dei quattro distretti della provincia di Moho, in Perù. Si trova nella regione di Puno e si estende su una superficie di 388,35 chilometri quadrati.

Istituito il 12 dicembre 1991, ha per capitale la città di Huayrapata; nel censimento 2005 si contava una popolazione di 3.870 unità.